# Estrategia Territorial Europea
La Estrategia Territorial Europea (ETE) es un documento para orientar la política territorial y espacial de la Unión Europea definitivamente acordado entre sus  Estados miembros y la Comisión Europea, en la reunión informal de ministros responsables de la Ordenación del Territorio celebrada en Potsdam (Alemania) en 1999.

## Contenido
La ETE es el resultado de un proceso de reuniones celebradas al efecto desde 1995 y contiene los conceptos y los objetivos, con carácter estratégico, del futuro desarrollo del territorio de la comunidad de Estados miembros de la Unión Europea que pasa, en todo caso, por lograr:
- Un desarrollo espacial equilibrado y sostenible del territorio de la Unión Europea.[3]
- La cohesión económica y social de las regiones europeas.[4]
- El uso sostenible de los recursos naturales[5] y la protección del patrimonio cultural.
- El aseguramiento de una competencia equilibrada entre los diferentes Estados miembros.[6]

La principal opción de desarrollo incluida en la ETE es la del policentrismo como principio general para la organización del territorio europeo.
La ETE prevé la creación de un Observatorio en red de la ordenación del territorio europeo más conocido por su acrónimo en inglés  ESPON.

### Estructura
- Parte A Para un desarrollo equilibrado y sostenible del territorio de la UE: la contribución de la política de desarrollo territorial.

- Parte B El territorio de la UE: tendencias, perspectivas y retos.